# Cinemàtica (videojocs)

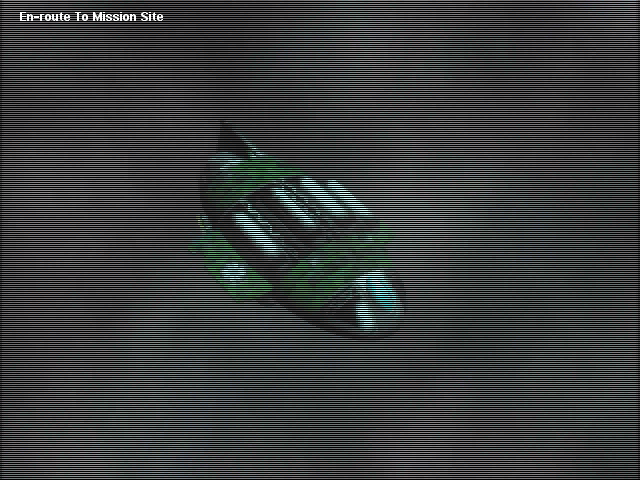
War Zone 2100 - Dropship cinemàtica

En un videojoc, cinemàtica es refereix a una seqüència de vídeo a través de la qual el jugador no té control o té un control limitat, trencant el joc, i s'utilitza per avançar en la trama, enfortir el personatge principal, presentar personatges enemics, i proporcionar informació de fons: l'atmosfera, el diàleg, i les pistes. Aquestes escenes sovint utilitzen els gràfics del joc per crear esdeveniments programats. Les cinemàtiques també poden ser animades, imatges reals o prèviament renderizadas gràficament per ordinador i transmeses des d'un arxiu de vídeo. A vídeos prèviament fets utilitzats en videojocs (ja sigui durant escenes o durant el joc en si) es refereixen a "Full motion video" ("vídeos de moviment complet") o "FMVs". Un dels primers videojocs que inclouen cinemàtica en la seva presentació, va ser el desenvolupat per l'equip de programadors espanyol Paco & Paco, en el seu videojoc La Pulga (1983).

## Tipus

### Escenes d'imatge real
Les escenes d'imatge real tenen moltes similituds amb les pel·lícules. Per exemple, les escenes a Wing Commander IV van utilitzar escenografies totalment construïdes i actors coneguts com a Mark Hamill i Malcolm McDowell per a la representació de caràcters.
Van ser molt populars a principis i mitjans de la dècada de 1990 amb l'inici de la unitat de CD-ROM i el posterior emmagatzematge extra disponible. Això també va conduir a l'elaboració de l'anomenada pel·lícula interactiva, que va comptar amb hores de metratge d'acció real, sacrificant la interactivitat i complexitat del joc.

### Escenes animades
Existeixen dues tècniques principals per a l'animació d'escenes.

#### Prerrenderizades
Les escenes prerrenderizades estan animades i renderizades pels desenvolupadors del joc, i són capaçes de prendre avantatge de l'àmplia gamma de tècniques d'imatge generada per computadora, animació tradicional o estilo novel·la gràfica.
La saga de videojocs Final Fantasy desenvolupada per Square Enix, destaca per les seves escenes prerrenderizadas, que van ser introduïdes en Final Fantasy VII. Blizzard Entertainment és també notable en el camp, l'empresa té un departament creat especialment per a la fabricació d'escenes prerrenderizadas de qualitat cinematogràfica per a videojocs com a Diable II i Warcraft III.
En 1996, Dreamworks va crear The Neverhood, l'únic joc que compta amb escenes de plastilina. Les cinemàtiques prerrenderizadas són generalment de major qualitat visual que escenes en el joc, però té dos desavantatges: la diferència de qualitat de vegades pot crear dificultats per al reconeixement de les imatges d'alta qualitat a partir de l'escena quan el jugador s'ha utilitzat a la menor qualitat imatges del joc. A més, no es poden adaptar a l'estat del joc, per exemple, en mostrar diversos articles de roba usada per un personatge. Això es veu en la versió per PlayStation 2 de Resident Evil 4, on a les seqüències cinemàtiques, León es veu sempre amb el seu vestit per defecte a causa de les limitacions del processador les quals no es veien a la versió de GameCube.

#### Renderizades en joc
Sobre la marxa del joc es presten "cutscenes" utilitzant el mateix motor de joc com els gràfics en el joc propis, tècnica que es coneix també com Machinima. Aquesta s'utilitza amb freqüència en el gènere RPG, així com en Metall Gear Solid, Grand Theft Acte (tots dos jocs fent ús de captura de moviment), i la sèrie The Legend of Zelda, entre molts altres. En els jocs més recents,els quals poden prendre avantatge de les tècniques de programació més sofisticades i els processadors més potents, es representen "cutscenes" sobre la marxa i poden estar estretament integrades amb el joc. Alguns jocs donen al jugador una mica de control sobre els moviments de càmera, per exemple Dungeon Siege, Metall Gear Solid 2: Sons of Liberty, Halo: Reach, i Kane & Lynch: Dead Men, The Elder Scrolls V: Skyrim.

### Escenes interactives
Involucren a l'equip prenent el control del personatge del jugador donant indicacions (per exemple, una seqüència de botons apareixerà en la pantalla), o requerint que el jugador el segueixi amb la finalitat de continuar o tenir èxit en l'acció. Aquesta mecànica de joc, comunament anomenada quick time events, té els seus orígens en els jocs interactius de pel·lícules, tals com Dragon's Lair, Road Blaster, i Space Ace. El mode de joc en aquests títols consistia a mirar un video animat i prémer el botó correcte en pocs segons per evitar la pèrdua d'una vida; no hi havia escenes cinemàtiques, però tot el joc consistia en video animat, eficaçment fent del joc un QTE continu.